# Hilberts sjunde problem
Hilberts sjunde problem är ett av Hilberts 23 problem. Problemet, som formulerades år 1900, gäller irrationalitet och transcendens för vissa tal (Irrationalität und Transzendenz bestimmter Zahlen). Två specifika frågor ställdes:
1. Om förhållandet mellan basvinkeln till vinkeln vid spetsen i en likbent triangel är algebraiskt men inte rationellt, är då förhållandet mellan bas och sida alltid transcendent?
2. Är ab transcendent, för alla algebraiska a ≠ 0,1 och alla irrationella algebraiska b?

Den andra frågan besvarades av Aleksandr Gelfond år 1934 och Theodor Schneider år 1935. Gelfond–Schneiders sats visar att det är sant. (Begränsningen till irrationella b är viktigt, eftersom det är lätt att se att ab är algebraiskt för algebraiska a och rationella b.)
Ur synvinkel av generaliseringar gäller
{\displaystyle b\ln {\alpha }+\ln {\beta }=0}
av den generella linjära formen i logaritmer, som angreps av Gelfond och sedan löstes av Alan Baker. Det kallas för Gelfonds förmodan eller Bakers sats. Baker erhöll Fieldsmedaljen år 1970 på grund av detta.
Den första frågan är en konsekvens av den andra frågan.